# Демидови

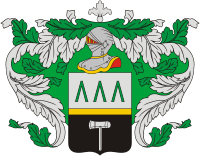
Герб Демидових

Деми́дови (рос. Деми́довы) — російські підприємці і промисловці, засновники і управителі гірничих підприємств у середній Росії, на Уралі, в Сибіру та на Алтаї. 

## Історія
Родоначальник Демидових — Микита Демидович Антуф'єв (рос. Никита Демидович Антуфьев), відоміший під прізвищем Демидов (1656-1725), був тульським ковалем. За правління царя Петра I зробив стрімку кар'єру, отримавши величезні землі на Уралі під будівництво металургійних заводів. 
У 1696 Микита Демидов збудував під Тулою «діючий за допомогою води» (рос. «вододействующий») завод для виплавки чавуну. За указом Петра I у 1702 році йому було передано казенний Нев'янський завод на Уралі. Демидов перевіз туди майстрів з Тули та Москви, заснував там нові підприємства, скуповуючи за безцінь землі і кріпосних. 
У 1726, коли «промисловою імперією» вже керував правонаступник Микити Демидова його син Акинфій Микитович, Демидови отримали спадковий дворянський титул. 
Акинфій Демидов (1678-1745) наприкінці життя володів 25 заводами — чавуноплавильними, залізоробними та мідяними, на Уралі, Алтаї і в центрі країни. У середині XVIII століття брати Демидови були власниками 33 заводів, землі і понад 13 тисяч кріпосних душ чоловічої статі. Загальна чисельність робітників, що працювали на Акинфія Демидова, сягала 38 тисяч чоловіків. 
Після смерті Акинфія Демидова заводи були розділені між його синами, а алтайські рудники і підприємства відійшли у державну казну. Частину ж заводів було продано, зокрема і Нев'янський. Разом з тим Демидови продовжували будувати нові заводи. 
Загалом від кінця XVII і впродовж XVIII століття підприємці Демидови побудували 55 заводів, в тому числі 40 на Уралі. У середині XVIII століття на Демидівських заводах вироблялося понад 40% чавуну Російської імперії, а станом на початок XIX століття — близько чверті. 
У XIX столітті володіння Демидових значно скоротилися, але і на початок XX століття цій родині належало на Уралі понад 500 тисяч десятин землі та 11 заводів.

## Джерело-посилання
- Демидови на www.hrono.ru [Архівовано 17 листопада 2010 у Wayback Machine.] (рос.)